# Flughafen Siegerland
Luchthaven Siegerland (Duits: Siegerland-Flughafen) is een kleine luchthaven in Burbach in de Duitse deelstaat Noordrijn-Westfalen, ca. 18 km ten zuiden van het centrum van Siegen. De uitbater is Siegerland-Flughafen GmbH.
De luchthaven werd geopend in 1967. Met een hoogte van 599 m boven zeeniveau (msn)is ze de op een na hoogst gelegen verkeersluchthaven in Duitsland. Ze heeft één asfalt start- en landingsbaan, baan 31/13, met een lengte van 1620 m en een breedte van 30 m, en twee grasbanen. Het vliegveld wordt voornamelijk gebruikt voor vervoer van zakenreizigers en goederen. Deze vluchten vormen zo'n 75 procent van de circa 43.000 vliegbewegingen per jaar. Op het vliegveld zijn diverse luchtvaartondernemingen gevestigd, waaronder Avanti Air en Air Alliance Express.